# بياروم شتراوسي
بياروم شتراوسي (الاسم العلمي:Biarum straussii) هو نوع من النباتات يتبع جنس البياروم من الفصيلة اللوفية.